# SB-399885
SB-399885は、科学研究に使用される薬物である。強力で選択的な経口活性のある5-HT6受容体拮抗薬として作用し、Kiが9.0nMである。SB-399885や他の5-HT6受容体拮抗薬は、動物実験においてスマートドラッグ作用を示し、イミプラミンやジアゼパムなどの薬物に匹敵する抗うつ作用や抗不安作用を持ち、相乗効果を示し、統合失調症やアルツハイマー病などの認知障害の新規治療薬としての可能性が提案されている。